# Матіас Фрідвагнер
Матіас Фрідвагнер (нім. Matthias Friedwagner; 3 лютого 1861, с. Галльспах (Гріскірхен (округ), Горішня Австрія), Австро-Угорщина — 5 квітня 1940, с. Галльспах, (Горішня Австрія), Німеччина) — доктор філософії, професор, ректор Чернівецького університету в 1910—1911 навчальному році.
Член-кореспондент Румунської Академії наук.

## Біографія
З 1873 по 1881 рік навчався у вищій реальній школі м. Лінца.
Вищу освіту здобув у Віденському університеті, де вивчав германські і романські мови.
В цьому ж університеті здобув вчений ступінь доктора філософії, захистивши в 1889 році дисертацію: «Мова старого французького героя поеми Юон де Бордо (Huon de Bordeaux)».
У 1888 році був призначений викладачем державної вищої реальної школи у Відні.
В 1898 році пройшов габілітацію і обійняв посаду приват-доцента романської філології у Віденському університеті.
В 1900 році призначений професором романської філології Чернівецького університету.
Читав курси порівняльного вивчення романських (зокрема румунської) мов та літератури у 1900—1911 роках.
В 1903—1904 навчальному році був деканом філософського факультету.
На 1910—1911 навчальний рік Матіас Фрідвагнер обирався ректором Чернівецького університету.
З 1911 по 1928 року працював у Франкфуртському університеті, в 1916—1917 навчальному році був деканом.
Член-кореспондент Румунської Академії наук.
Помер Матіас Фрідвагнер у рідному селі 5 квітня 1940 року.

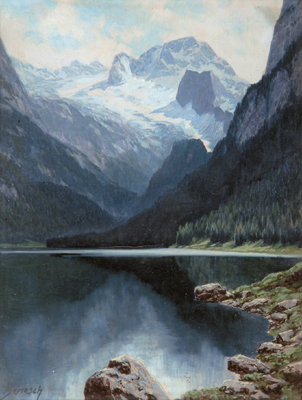
Батьківщина Матіаса Фрідвагнера (Озеро Гозау. Картина художника Ладіслава Бенеша (1845—1922))

## Основні наукові публікації
- Goethe als Corneille-Übersetzer (Wien, 1890);
- Raoul de Houdenc. Nach allen bekannten Handschriften, Bd. 1, Meraugis von Portlesguez.
- Altfranzösischer Abenteuerroman, Halle a.S. 1897, Nachdruck Genf 1975
- Die Verwandtschafts- und Wertverhältnisse der Meraugis-Handschriften, in: Zeitschrift für romanische Philologie 26, 1902
- Raoul de Houdenc. Nach allen bekannten Handschriften, Bd. 2, La vengeance de Raguidel. Altfranzösischer Abenteuerroman, Halle a.S. 1909, Nachdruck Genf 1975
- Über die Sprache und Heimat der Rumänen in ihrer Frühzeit, in: Zeitschrift für romanische Philologie 54, 1934, S. 641—715
- Rumänische Volkslieder aus der Bukowina (Würzburg, 1940).